# Gwydyon
Gwydyon, auch Gwydion ['gwidjon] oder Gwdion ist ein Zauberer aus der
keltischen Mythologie von Wales. Gemäß den vier Zweigen des Mabinogion ist er der Sohn von Beli Mawr und der Göttin Dôn, dem walisischen Äquivalent zu Danu, der Ahnherrin der irischen Túatha Dé Danann. Allerdings wird als Gwydyons Vater auch der Totengott Donn genannt. Gwydyon ist der Ziehvater von Llew Llaw Gyffes, seine Geschwister sind Arianrhod und Gilfaethwy, sein Onkel ist Math fab Mathonwy, König von Gwynedd.

## Etymologie des Namens
Weder festlandkeltische (bretonisch) noch inselkeltische (kornisch, kymrisch, irisch) Sprachzweige bieten eine etymologisch passende Erklärung für das Wort Gwydyon (in allen seinen Schreibweisen), so dass es nur unbelegte Vermutungen sind, die manchmal dafür angeboten werden. Ein Zusammenhang mit dem irischen Gott Lugh wäre möglich.
Gemäß Christian-J. Guyonvarc'h und Françoise Le Roux soll Gwydyon dem irischen Dagda entsprechen.
Die drei Söhne der Dôn repräsentieren drei wichtige Stände:
- Gwydyon ist der Druide, der „Gelehrte“
- Govannon ist der Handwerker
- Amaethon ist der Bauer

## Mabinogion
Im „Vierten Zweig des Mabinogi“ (Math fab Mathonwy, „Math, der Sohn Mathonwys“) wird am Beginn die Geschichte vom Tode Pryderis erzählt. Gwydyon stiehlt Pryderis Schweine, die ein Geschenk vom König der Anderswelt waren und ersetzt sie durch Pferde und Jagdhunde, die sich am nächsten Tag in Giftpilze verwandeln. Pryderi schickt seine Armee aus, um sich an Gwydyon zu rächen, und Math zieht aus, um seinen Neffen zu verteidigen. Pryderi fordert  Gwydyon zum Zweikampf statt einer großen Schlacht, da er in ihm seinen wahren Feind sieht, und dieser stellt sich der Herausforderung.
„Das bekenne ich vor Gott, ich werde die Männer Gwynedds nicht zum Kampf für mich auffordern, wenn ich selbst mit Pryderi kämpfen kann. Gerne werde ich zum Zweikampf mit ihm antreten.“
Pryderi fällt, da er der Stärke und den magischen Fähigkeiten Gwydyons unterlegen ist.
Der eigentliche Grund für diesen Krieg ist die Absicht, Math, den König von Gwynedd, von seiner Fußhalterin Goewin fortzulocken. Da sich Gilfaethwy in Goewin verliebt, will sein Bruder Gwydyon ihm helfen und beginnt den erzählten Kampf gegen Pryderi, so dass Math seine Fußhalterin verlassen muss. Jedoch statt Gilfaethwy vergewaltigt Gwydyon Goewin (in einer anderen Version ist doch Gilfaethwy der Täter). Diese kann deshalb ihr Amt als Fußhalterin nicht mehr ausüben, da dies nur einer Jungfrau möglich ist.
Als Math in sein Reich zurückkehrt, erfährt er von Goewins Schicksal und bietet ihr an, sie zu heiraten, nachdem er seine Neffen zur Strafe für die Zeit von drei Jahren in Hirsch und Hirschkuh, Eber und Sau, Wolf und Wölfin verwandelt. Er nimmt ihnen ihre Jungen ab, die er in menschliche Kinder verwandelt.
Die drei Söhne des treulosen Gilfaethwy,
drei wackere Helden:
Bleiddwn [Wolfswelpe], Hyddwn [Hirschkalb], Hychdwn Hir [Wildschweinfrischling].
Danach verwandelt er seine Neffen wieder in Menschen zurück, unter der Bedingung, dass sie eine neue Jungfrau finden, in deren Schoß er seine Füße legen kann. Gwydyon schlägt seine Schwester Arianrhod vor, doch es stellt sich heraus, dass sie schwanger ist. Ein Kind, Dylan, ist ein Meeresgeschöpf, während das andere bei seiner Geburt nur ein Klumpen ist, den Gwydyon in einer Kiste versteckt.
Eines Tages findet er dort ein Baby vor, das sehr schnell wächst. Als Arianrhod sich weigert, das Kind anzuerkennen, denkt sich Gwydyon eine List aus und reist mit dem Kind als Schuster verkleidet zu ihr. Als der Junge in ihrer Gegenwart einen Zaunkönig mit dem Pfeil an einen Mast heftet, gibt sie ihm unfreiwillig einen Namen Llew Llaw Gyffes , was etwa „geschickt zielende Hand“ bedeutet. Verärgert schwört sie, dass ihr Sohn solange keine Waffe tragen dürfe, bis sie ihm eine gibt. Wieder ersinnt Gwydyon eine List und lässt sie befürchten, das Land stünde kurz vor einem Krieg, so dass sie dem verkleideten Llew eine Waffe überlässt.
Als sie daraufhin schwört, dass er niemals eine menschliche Frau haben werde, wendet sich Gwydyon an Math und gemeinsam erschaffen sie aus Eiche, Ginster, Gänseblümchen und Lilien eine Frau namens Blodeuwedd, die Llew auch heiratet. Sie wird ihm aber mit Goronwy untreu und versucht gemeinsam mit diesem, Llew zu ermorden, der sich darauf in einen Adler verwandelt. Gwydyon sucht so lange nach seinem Neffen, bis er ihn schließlich im Nantlle Valley findet und ihm seine menschliche Gestalt zurückgeben kann. Blodeuwedd wird von ihm zur Strafe in eine Eule verwandelt.

## Cad Goddeu
Im Cad Goddeu („Schlacht von Goddeu“) aus dem Llyfr Taliesin („Buch von Taliesin“), einem in sehr dunkler Sprache abgefassten Gedicht, wird Gwydyon erwähnt. Anspielungen auf verschiedene Zaubertaten, ursprünglich in schon verschollenen Sagen erzählt, lassen seine Figur hier nicht wirklich greifbar werden. In diesem Gedicht aus dem sechsten Jahrhundert wird ein Kampf zwischen Gwydion und Arawn, einem Gott der Anders- oder Unterwelt geschildert. Um einen Vorteil zu haben, erweckt Gwydion Bäume zum Leben, ein geschickter Schachzug, der ihm zum Sieg verhilft.